# Giải César cho nữ diễn viên chính xuất sắc nhất
Giải César cho nữ diễn viên chính xuất sắc nhất là một giải César được trao hàng năm cho một nữ diễn viên trong vai chính, được bầu chọn là xuất sắc nhất.
Một số nữ diễn viên đã đoạt giải này nhiều lần:
- 4 lần: Isabelle Adjani (1982, 1984, 1989 et 1995).
- 2 lần: Romy Schneider (1976 et 1979), Sabine Azéma (1985 et 1987), Catherine Deneuve (1981 et 1993), Nathalie Baye (1983 et 2006) và Yolande Moreau (2005 et 2009).

Nữ diễn viên được đề cử nhiều nhất là Isabelle Huppert: 12 đề cử. Tiếp theo là Miou-Miou: 10 đề cử, Catherine Deneuve: 9 đề cử, Juliette Binoche: 8 đề cử, Isabelle Adjani và Nathalie Baye: 7 đề cử, Sandrine Bonnaire và Sabine Azéma: 6 đề cử, Romy Schneider và Emmanuelle Béart: 5 đề cử, Fanny Ardant, Isabelle Carré và Catherine Frot: 4 đề cử, Simone Signoret, Anouk Grinberg, Nicole Garcia, Anémone, Charlotte Gainsbourg, Cécile de France, Charlotte Rampling, Sandrine Kiberlain và Josiane Balasko: 3 đề cử, Jeanne Moreau, Annie Girardot, Delphine Seyrig, Nastassja Kinski, Jane Birkin, Audrey Tautou và Ariane Ascaride: đề cử.
Dưới đây là danh sách các người đoạt giải và các người được đề cử theo từng năm:

## Thập niên 1970
- 1976: Romy Schneider, phim L'Important c'est d'aimer
  - Isabelle Adjani, - L'Histoire d'Adèle H.
  - Catherine Deneuve, - Le Sauvage
  - Delphine Seyrig, - India Song
- 1977: Annie Girardot, phim Docteur Françoise Gailland
  - Isabelle Adjani, -  Barocco 
  - Miou-Miou, - F comme Fairbanks
  - Romy Schneider, - Une femme à sa fenêtre
- 1978: Simone Signoret, phim La Vie devant soi
  - Brigitte Fossey, - Les Enfants du placard
  - Isabelle Huppert, - La Dentellière
  - Miou-Miou, - Dites-lui que je l'aime
  - Delphine Seyrig, - Repérages
- 1979: Romy Schneider, phim Une histoire simple
  - Anouk Aimée, - Mon premier amour
  - Annie Girardot, - La Clé sur la porte
  - Isabelle Huppert, -  Violette Nozière

## Thập niên 1980
- 1980: Miou-Miou, phim La Dérobade
  - Nastassja Kinski, -  Tess 
  - Dominique Laffin, - La femme qui pleure
  - Romy Schneider, - Clair de femme
- 1981: Catherine Deneuve, phim Le Dernier métro
  - Nathalie Baye, - Une semaine de vacances
  - Nicole Garcia, - Mon oncle d'Amérique
  - Isabelle Huppert, - Loulou
- 1982: Isabelle Adjani, phim  Possession 
  - Fanny Ardant, - La Femme d'à côté
  - Catherine Deneuve, - Hôtel des Amériques
  - Isabelle Huppert, - Coup de torchon
- 1983: Nathalie Baye, phim La Balance
  - Miou-Miou, -  Josepha 
  - Romy Schneider, - La Passante du Sans-Souci
  - Simone Signoret, - L'Étoile du nord
- 1984: Isabelle Adjani, phim L'Été meurtrier
  - Fanny Ardant, - Vivement dimanche! 
  - Nathalie Baye, - J'ai épousé une ombre
  - Nicole Garcia, - Les Mots pour le dire
  - Miou-Miou, - Coup de foudre
- 1985: Sabine Azéma, phim Un dimanche à la campagne
  - Jane Birkin, - La Pirate
  - Valérie Kaprisky, - La Femme publique
  - Julia Migenes, -  Carmen 
  - Pascale Ogier, - Les Nuits de la pleine lune
- 1986: Sandrine Bonnaire, phim Sans toit ni loi
  - Isabelle Adjani, -  Subway 
  - Juliette Binoche, -  Rendez-Vous 
  - Nicole Garcia, - Péril en la demeure
  - Charlotte Rampling, - On ne meurt que deux fois
- 1987: Sabine Azéma, phim  Mélo 
  - Juliette Binoche, - Mauvais sang
  - Jane Birkin, - La Femme de ma vie
  - Béatrice Dalle, - 37°2 le matin
  - Miou-Miou, - Tenue de soirée
- 1988: Anémone, phim Le Grand Chemin
  - Sandrine Bonnaire, - Sous le soleil de Satan
  - Catherine Deneuve, - Agent trouble
  - Nastassja Kinski, - Maladie d'amour
  - Jeanne Moreau, - Le Miraculé
- 1989: Isabelle Adjani, phim  Camille Claudel 
  - Catherine Deneuve, - Drôle d'endroit pour une rencontre
  - Charlotte Gainsbourg, - La Petite Voleuse
  - Isabelle Huppert, - Une affaire de femmes
  - Miou-Miou, - La Lectrice

## Thập niên 1990
- 1990: Carole Bouquet, phim Trop belle pour toi
  - Sabine Azéma, - La Vie et rien d'autre
  - Josiane Balasko, - Trop belle pour toi
  - Emmanuelle Béart, - Les Enfants du désordre
  - Sandrine Bonnaire, - Monsieur Hire
- 1991: Anne Parillaud, phim  Nikita 
  - Nathalie Baye, - Un week-end sur deux
  - Anne Brochet, -  Cyrano de Bergerac 
  - Tsilla Chelton, - Tatie Danielle
  - Miou-Miou, - Milou en mai
- 1992: Jeanne Moreau, phim La Vieille qui marchait dans la mer
  - Emmanuelle Béart, - La Belle noiseuse
  - Juliette Binoche, - Les Amants du Pont-Neuf
  - Anouk Grinberg, -  Merci la vie 
  - Irène Jacob, - La Double Vie de Véronique
- 1993: Catherine Deneuve, phim  Indochine 
  - Anémone, - Le Petit prince a dit
  - Emmanuelle Béart, - Un cœur en hiver
  - Juliette Binoche, -  Fatale 
  - Caroline Cellier, - Le Zèbre
- 1994: Juliette Binoche, phim Trois couleurs: Bleu
  - Sabine Azéma, -  Smoking / No smoking 
  - Josiane Balasko, -  Tout le monde n'a pas eu la chance d'avoir des parents communistes 
  - Catherine Deneuve, - Ma saison préférée
  - Anouk Grinberg, - Un deux trois soleil
  - Miou-Miou, -  Germinal
- 1995: Isabelle Adjani, phim La Reine Margot
  - Anémone, - Pas très catholique
  - Sandrine Bonnaire, - Jeanne la pucelle
  - Isabelle Huppert, - La Séparation
  - Irène Jacob, - Trois couleurs: Rouge
- 1996: Isabelle Huppert, phim La Cérémonie
  - Sabine Azéma, - Le Bonheur est dans le pré
  - Emmanuelle Béart, - Nelly et Monsieur Arnaud
  - Juliette Binoche, - Le Hussard sur le toit
  - Sandrine Bonnaire, - La Cérémonie
- 1997: Fanny Ardant, phim Pédale douce
  - Catherine Deneuve, - Les Voleurs
  - Charlotte Gainsbourg, - Love, etc.
  - Anouk Grinberg, - Mon homme
  - Marie Trintignant, - Le Cri de la soie
- 1998: Ariane Ascaride, phim Marius et Jeannette
  - Sabine Azéma, - On connaît la chanson
  - Marie Gillain, - Le Bossu
  - Sandrine Kiberlain, - Le Septième Ciel
  - Miou-Miou, - Nettoyage à sec
- 1999: Élodie Bouchez, phim La Vie rêvée des anges
  - Catherine Deneuve, - Place Vendôme
  - Isabelle Huppert, - L'École de la chair
  - Sandrine Kiberlain, -  A vendre
  - Marie Trintigne, - Comme elle respire

## Thập niên 2000
- 2000: Karin Viard, phim Haut les coeurs !
  - Nathalie Baye, - Vénus beauté (institut)
  - Sandrine Bonnaire, - Est-Ouest
  - Catherine Frot, - La Dilettante
  - Vanessa Paradis, - La Fille sur le pont
- 2001: Dominique Blanc, phim Stand-by
  - Emmanuelle Béart, - Les Destinées sentimentales
  - Juliette Binoche, - La Veuve de Saint-Pierre
  - Isabelle Huppert, - Saint-Cyr
  - Muriel Robin, - Marie-Line
- 2002: Emmanuelle Devos, phim Sur mes lèvres
  - Catherine Frot, - Chaos
  - Isabelle Huppert, - La Pianiste
  - Charlotte Rampling, - Sous le sable
  - Audrey Tautou, - Le Fabuleux Destin d'Amélie Poulain
- 2003: Isabelle Carré, phim Se souvenir des belles choses
  - Fanny Ardant, - 8 Femmes
  - Ariane Ascaride, - Marie-Jo et ses deux amours
  - Juliette Binoche, - Décalage horaire
  - Isabelle Huppert, - 8 Femmes
- 2004: Sylvie Testud, phim Stupeurs et tremblements
  - Josiane Balasko, - Cette femme-là
  - Nathalie Baye, - Les Sentiments
  - Isabelle Carré, - Les Sentiments
  - Charlotte Rampling, - Swimming Pool
- 2005: Yolande Moreau, phim Quand la mer monte...
  - Maggie Cheung, - Clean
  - Emmanuelle Devos, - Rois et reine
  - Audrey Tautou, - Un long dimanche de fiançailles
  - Karin Viard, - Le Rôle de sa vie
- 2006: Nathalie Baye, phim Le Petit Lieutenant
  - Isabelle Carré, - Entre ses mains
  - Anne Consigny, - Je ne suis pas là pour être aimé
  - Isabelle Huppert, - Gabrielle
  - Valérie Lemercier, - Palais Royal !
- 2007: Marina Hands, phim Lady Chatterley
  - Cécile de France, - Fauteuils d'orchestre
  - Cécile de France, - Quand j'étais chanteur
  - Catherine Frot, - La Tourneuse de pages
  - Charlotte Gainsbourg, - Prête-moi ta main
- 2008: Marion Cotillard, phim La Môme
  - Marina Foïs, - Darling
  - Catherine Frot, - Odette Toulemonde
  - Isabelle Carré, - Anna M.
  - Cécile de France, - Un secret
- 2009: Yolande Moreau, phim Séraphine
  - Catherine Frot, - Le crime est notre affaire
  - Kristin Scott Thomas, - Il y a longtemps que je t'aime
  - Tilda Swinton, - Julia
  - Sylvie Testud, - Sagan

## Thập niên 2010
- 2010 : Isabelle Adjani, phim La Journée de la jupe
  - Dominique Blanc, - L’Autre
  - Sandrine Kiberlain, - Mademoiselle Chambon
  - Kristin Scott Thomas, - Partir
  - Audrey Tautou, - Coco avant Chanel
- 2011 : Sara Forestier, phim Le Nom des gens
  - Isabelle Carré, - Les Émotifs anonymes
  - Catherine Deneuve, - Potiche
  - Charlotte Gainsbourg, - L'Arbre
  - Kristin Scott Thomas, - Elle s'appelait Sarah
- 2012 : Bérénice Bejo, phim The Artist
  - Ariane Ascaride, - Les neiges du Kilimandjaro
  - Leïla Bekhti, - La source des femmes
  - Valérie Donzelli, - La guerre est déclarée
  - Marina Foïs, - Polisse
  - Marie Gillain, - Toutes nos envies
  - Karin Viard, - Polisse